# Molinons
Molinons – miejscowość i gmina we Francji, w regionie Burgundia-Franche-Comté, w departamencie Yonne.
Według danych na rok 1990 gminę zamieszkiwało 338 osób, a gęstość zaludnienia wynosiła 28 osób/km² (wśród 2044 gmin Burgundii Molinons plasuje się na 579. miejscu pod względem liczby ludności, natomiast pod względem powierzchni na miejscu 797.).